# Hetjershausen
Hetjershausen è una frazione (Ortsteil) della città di Gottinga, nel land della Bassa Sassonia, in Germania.
Già comune autonomo, fu incorporato a Gottinga il 1º gennaio 1973.